# Sumu-Jamam
Sumu-Jamam (amor. Sūmû-Jamam) - amorycki król miasta-państwa Mari (środkowy Eufrat), panujący na początku XVIII wieku p.n.e. Objął tron ok. 1795 roku p.n.e. po gwałtownej śmierci Jahdun-Lima. Jego pochodzenie nie jest znane - mógł być uzurpatorem. Panował jedynie przez kilka lat. Odsunięty został od władzy przez asyryjskiego króla Szamszi-Adada I (1814-1782 p.n.e.), który na tronie Mari jako wicekróla osadził swego syna Jasmah-Adada.